# سیمن اسپیلر نیلسن
سیمن اسپیلر نیلسن (انگلیسی: Simen Spieler Nilsen؛ زادهٔ ۴ اوت ۱۹۹۳) اسکیت‌باز سرعت اهل نروژ است.